# Thiania demissa
Thiania demissa är en spindelart som först beskrevs av Tord Tamerlan Teodor Thorell 1892.  Thiania demissa ingår i släktet Thiania och familjen hoppspindlar. Inga underarter finns listade i Catalogue of Life.